# Piotr Faber
Piotr Faber SJ (ur. 13 kwietnia 1506 we wsi Villaret w Sabaudii, zm. 1 sierpnia 1546 w Rzymie) – sabaudzki ksiądz i teolog, pierwszy kapłan jezuita i jeden z pierwszych towarzyszy św. Ignacego Loyoli z którym założył Towarzystwo Jezusowe, Apostoł Niemiec, święty Kościoła katolickiego.

## Życiorys

### Młodość
Urodził się w chłopskiej rodzinie, we wsi Villaret w diecezji genewskiej (wówczas Księstwo Sabaudii-Piemontu, obecnie gmina Saint-Jean-de-Sixt w departamencie Górna Sabaudia). W dzieciństwie wypasał owce w Alpach francuskich i choć otrzymał tylko podstawową edukację, miał dobrą pamięć, potrafił usłyszane rano kazanie powtórzyć słowo w słowo swoim przyjaciołom po południu. Jego dwóch wujów było przeorami kartuzjańskimi. Najpierw służył u księdza w Thônes a później został wysłany do szkoły w pobliskiej wiosce La Roche-sur-Foron.

### Towarzystwo Jezusowe
Od 1525 studiował w Paryżu, gdzie spotkał ludzi ze wszystkich części Europy. Został przyjęty do Collège Sainte-Barbe, najstarszej szkoły Sorbony, w której studiował i dzielił nocleg ze studentem z Nawarry Franciszkiem Ksawerym. Wówczas zaczęły się formować jego poglądy religijne, na które wpływ miały religijność ludowa, chrześcijański humanizm i scholastycyzm średniowieczny. Zaprzyjaźnił się z Franciszkiem, wraz z  którym otrzymał magisterium tego samego dnia w 1530 roku. Za jego pośrednictwem poznał Ignacego Loyolę, od którego otrzymywał wyjaśnienia w kwestiach religii. Ignacemu wyjaśniał filozofię Arystotelesa. 30 maja 1534 został wyświęcony na księdza i po raz pierwszy pod przewodnictwem Loyoli odbył medytacje ignacjańskie.
15 sierpnia 1534 w kościele św. Piotra na Montmartre, pod przywództwem Ignacego Loyoli wraz z pięcioma innymi absolwentami Sorbony (z których tylko Piotr Faber miał święcenia kapłańskie), złożył śluby ubóstwa, czystości i posłuszeństwa. Złożyli również obietnicę podróży do Ziemi Świętej i nawracania muzułmanów, a jeśli to będzie niemożliwe oddania się w służbę papieżowi. Loyola powrócił do Hiszpanii, żeby dokończyć rekonwalescencję, a cieszącego się spośród pozostałych największym poważaniem Piotra poinstruował, żeby pokierował podróżą reszty z nich do Włoch. Wyruszyli w listopadzie 1536. Kiedy, tak jak się umówili, w styczniu 1537 spotkali się w Wenecji, z powodu wojny z Turcją podróż na wschód była niemożliwa. Loyola i Piotr Faber udali się do Rzymu po papieską akceptację. Po otrzymaniu jej założyli Towarzystwo Jezusowe (jezuici).

### Apostoł Niemiec

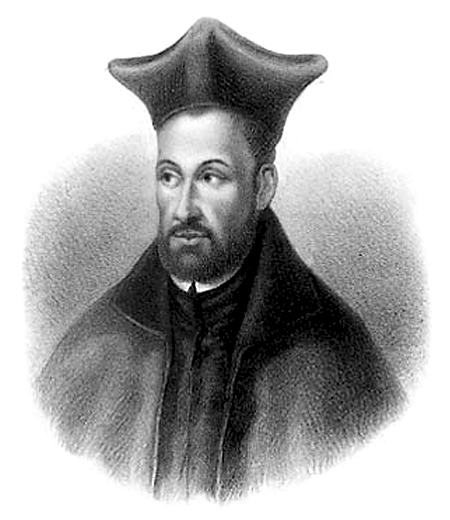
Pierre Favre

Papież wysłał Piotra do Parmy i Piacenzy, żeby odnowił tam życie religijne. Odwołany z powrotem do Rzymu w 1540 został wysłany do Niemiec na sejm Rzeszy w Wormacji, który nie przyniósł żadnego rozstrzygnięcia. Rok później uczestniczył na sejmie w Ratyzbonie. Tam, 9 lipca 1541 roku złożył profesję wieczystą Ogromne wrażenie wywołał w nim rozmiar sukcesów Reformacji w Niemczech oraz stan dekadencji niemieckiego duchowieństwa. Uznał, że najlepszą metodą jest nie dyskusja z protestantami, ale reforma kościoła katolickiego, szczególnie kleru. Przez dziesięć miesięcy w Spirze, Ratyzbonie i Moguncji odbywał rozmowy ze stronnikami katolicyzmu: książętami i duchownymi. Był bezpośredni i szybko zdobywał przyjaciół. Znany był nie ze swoich kazań a z umiejętności prowadzenia dyskusji i udzielania porad duchowych. Przemierzył pieszo wiele krajów Europy i był duchowym przewodnikiem biskupów, księży, ludzi ze wszystkich stanów, prowadził i popularyzował ignacjańskie ćwiczenia duchowne. Był w tej dziedzinie wysoko cenionym specjalistą.
Został wezwany przez Loyolę do Hiszpanii, ale nie minęło pół roku i papież znowu wysłał go do Niemiec. Przez następne 19 miesięcy organizował reformę w Spirze, Moguncji i Kolonii. Arcybiskup Kolonii, Hermann von Wied skłaniał się już ku luteranizmowi (później przeszedł na luteranizm). Przez kilka miesięcy przebywał w Leuven, gdzie wynikiem jego pracy było wiele powołań. Później powrócił do Kolonii. Było to dla niego wielkie wyzwanie. Zdobywał zaufanie duchowieństwa i rekrutował wielu młodych mężczyzn do zakonu jezuitów, między innymi Piotra Kanizjusza. Ze względu na skalę działań był określany „Apostołem Niemiec”.
W latach 1544-46 kontynuował pracę w Portugalii i Hiszpanii, gdzie dał się poznać jako energiczny kaznodzieja szybko zdobywający wpływ na ludzi. Dzięki wpływom na dworze królewskim w Lizbonie ustanowił Towarzystwo Jezusowe w Portugalii. Król Portugalii Jan III Aviz chciał go uczynić Patriarchą Etiopii. W Hiszpanii wygłaszał kazania we wszystkich większych miastach, dał się poznać jako energiczny kaznodzieja i wzbudzał zapał religijny oraz przyczyniał się do wzrostu ilości powołań. Jednym z tych, których zainspirował był Franciszek Borgiasz.
W wieku 40 lat, poważnie już wyczerpany wytężoną pracą i niezliczonymi podróżami, które odbywał na piechotę, został wezwany przez papieża Pawła III by jako ekspert (peritus) w imieniu Stolicy Apostolskiej uczestniczył w Soborze Trydenckim. Zdołał jednak tylko dotrzeć do Rzymu gdzie przybył 17 lipca 1546 i osłabiony gorączką zmarł w ramionach Loyoli 1 sierpnia 1546.

## Kult
5 września 1872 papież Pius IX ogłosił Piotra Fabera błogosławionym, a 17 grudnia 2013 papież Franciszek wpisał go w poczet świętych na mocy kanonizacji równoważnej.
Wspomnienie liturgiczne świętego obchodzone jest w Kościele katolickim w dies natalis (1 sierpnia), a u jezuitów dnia następnego (2 sierpnia).